# Villa Fátima

Localisation de la municipalité de Mitú dont dépend Villa Fátima.

Villa Fátima est, avec Acaricuara, l'un des deux corregimientos municipaux dépendant de la municipalité de Mitú dans le département de Vaupés en Colombie.